# En strimma solsken
En strimma solsken (engelska: A Patch of Blue) är en amerikansk dramafilm från 1965 i regi av Guy Green. Filmen är baserad på Elizabeth Katas roman Be Ready with Bells and Drums från 1961. Filmen handlar om vänskapen mellan en utbildad svart man (spelad av Sidney Poitier) och en blind, vit 18-årig flicka som är analfabet (spelad av Elizabeth Hartman), och de problem som deras vänskap stöter på i ett rassegregerat USA. Filmen tillkom 1965, mot bakgrund av den växande medborgarrättsrörelsen och utforskar både rasism och tanken om att "kärleken är blind". Shelley Winters mottog en Oscar för bästa kvinnliga biroll, hennes andra sedan 1959, då för Anne Franks dagbok. Det var veteranskådespelaren Wallace Fords sista film.

## Rollista i urval
- Sidney Poitier – Gordon Ralfe
- Shelley Winters – Rose-Ann D'Arcey
- Elizabeth Hartman – Selina D'Arcey
- Wallace Ford – Ole Pa
- Ivan Dixon – Mark Ralfe
- Elisabeth Fraser – Sadie
- John Qualen – Mr. Faber
- Kelly Flynn – Yanek Faber
- Debi Storm – Selina, som 5-åring
- Renata Vanni – Mrs. Favaloro
- Saverio LoMedico – Mr. Favaloro
- Casey Merriman – Casey M